# Crazy Rich Asians
Pour plus de détails, voir Fiche technique et Distribution.
Crazy Rich Asians ou Crazy Rich à Singapour au Québec est une comédie romantique américaine réalisée par Jon Chu, sortie en 2018. Il s'agit d'une adaptation cinématographique du roman du même nom (en) de Kevin Kwan (en), paru en 2013.

## Synopsis
Nick Young et sa petite amie Rachel Chu, professeur d'économie à l'université de New York et originaire de New York, se rendent à Singapour pour le mariage de son meilleur ami Colin avec Araminta. À Singapour, Rachel rend visite à Peik Lin, son amie de l'université, et à sa famille, qui sont choqués lorsqu'elle leur annonce qu'elle sort avec Nick. Peik Lin lui révèle que la famille de Nick est extrêmement riche et connue de la haute société. Lors d'un dîner au domaine des Young, Nick présente Rachel à sa mère Eleanor, tandis que sa cousine Astrid découvre que son mari Michael, issu d'un milieu plus modeste que les Young, a une liaison. Rachel sent qu'Eleanor ne l'aime pas.		
Lors de l'enterrement de vie de jeune fille d'Araminta, Rachel rencontre Amanda, qui lui révèle qu'elle est l'ancienne petite amie de Nick et laisse entendre que Rachel pourrait ne pas être capable de s'intégrer dans une famille aussi huppée avec son origine modeste. Rachel découvre que sa chambre d'hôtel a été vandalisée par les autres filles, qui la considèrent comme une opportuniste, mais elle est réconfortée par Astrid. Nick assiste à l'enterrement de vie de garçon de Colin, où il lui révèle son intention de demander Rachel en mariage. Colin s'inquiète des problèmes que cela va leur causer, d'autant plus que Nick doit rester à Singapour pour diriger l'entreprise familiale et que Rachel aime son travail à New York, sans compter la différence de statut entre eux. Nick s'excuse auprès de Rachel de ne pas lui avoir dit qui il était vraiment et l'emmène goûter des jiaozi (raviolis chinois) avec sa famille. Eleanor raconte les sacrifices qu'elle a faits pour faire partie de la famille Young et s'en prend à Rachel pour ses origines américaines. Eleanor raconte ensuite en privé à Rachel comment le père de Nick a dû trouver sa propre bague pour la demander en mariage, car la grand-mère de Nick désapprouvait le choix d'Eleanor et refusait de lui donner la bague familiale. Elle dit à Rachel qu'elle ne sera jamais suffisante pour Nick ou sa famille. Peik Lin convainc Rachel de tenir tête à Eleanor et de gagner son respect. Le jour du mariage, Astrid confronte Michael à propos de sa liaison et apprend qu'il lui reproche son malheur et la disparité financière entre eux.
Pendant la réception de mariage, Eleanor et la grand-mère de Nick confrontent Rachel et Nick en privé. En s'appuyant sur les résultats d'une enquête privée, Eleanor révèle que le père de Rachel est vivant et que Rachel a été conçue à la suite d'une liaison extraconjugale, après laquelle sa mère, Kerry, a quitté son mari et s'est enfuie aux États-Unis. Ils exigent que Nick cesse de voir Rachel de peur d'être lié à un tel scandale. Rachel est stupéfaite, car Kerry lui avait dit que son père était mort. Elle s'enfuit et reste au domicile de Peik Lin, continuant à rester au lit, déprimée, refusant de manger quoi que ce soit et ne voulant pas parler à Nick. Kerry arrive à Singapour, expliquant que son mari était violent et que le réconfort d'un ancien camarade de classe s'est transformé en amour et en une grossesse surprise. Elle s'est enfuie avec Rachel de peur que son mari ne les tue. Kerry révèle que c'est Nick qui l'a appelée à Singapour et incite Rachel à lui parler. Lorsqu'ils se rencontrent, Nick s'excuse et demande Rachel en mariage, affirmant qu'il est prêt à laisser sa famille derrière lui pour être avec elle.
Rachel donne rendez-vous à Eleanor dans un salon de mahjong. Au cours d'une partie de mahjong, elle révèle à Eleanor qu'elle a refusé la demande en mariage de Nick pour ne pas gâcher sa relation avec sa famille, avant de placer la tuile qui permet à Eleanor de gagner. Elle dit à Eleanor de se souvenir que lorsque Nick finira par épouser quelqu'un qui correspond à ses critères, ce sera grâce à un acte désintéressé de la part de Rachel, une fille qu'Eleanor méprise. Rachel révèle ses tuiles, qui montrent qu'elle a permis à Eleanor de gagner le jeu, et part avec Kerry. Pendant ce temps, Astrid déménage et dit à Michael que son ego et ses insécurités ont causé l'échec de leur mariage. Eleanor a rendez-vous avec Nick, affectée par son échange avec Rachel.
Rachel et Kerry embarquent sur un vol retour pour New York à l'aéroport Changi de Singapour, mais sont interrompus par Nick, qui la demande en mariage avec la bague verte d'Eleanor, symbolisant sa bénédiction. En larmes, Rachel accepte et ils restent à Singapour pour une fête de fiançailles, où Eleanor fait un signe de tête à Rachel en signe de reconnaissance, Rachel ayant enfin gagné son respect. Dans une scène de milieu de générique, Astrid et son ex-petit ami Charlie Wu s'aperçoivent l'un l'autre à la fête ; elle sourit discrètement.

## Fiche technique
- Titre : Crazy Rich Asians
- Titre québécois : Crazy Rich à Singapour
- Réalisation : Jon Chu
- Scénario : Peter Chiarell et Adele Lim, adapté du roman de Kevin Kwan (en)
- Casting : Terri Taylor
- Décors : Andrew Baseman
- Montage : Myron Kerstein
- Costumes : Mary E. Vogt
- Photographie : Vanja Cernjul
- Musique : Brian Tyler
- Production : Nina Jacobson, John Penotti, Brad Simpson
- Sociétés de production : Warner Bros. Pictures, Color Force, SK Global Entertainment, Starlight Culture Entertainment, Color Force, Ivanhoe Pictures, Electric Somewhere
- Société de distribution : Warner Bros. Pictures
- Budget : 30 000 000 $
- Langue originale : anglais, mandarin, cantonais, minnan, français
- Genre : Comédie romantique
- Dates de sortie :	
  - États-Unis, Canada : 15 août 2018
  - Royaume-Uni : 14 septembre 2018
  - France : 7 novembre 2018

## Distribution
- Constance Wu (VF : Geneviève Doang ; VQ : Rachel Graton) : Rachel Chu
- Henry Golding (VF : Sylvain Agaësse ; VQ : Martin Watier) : Nick Young
- Michelle Yeoh (VF : Ivana Coppola ; VQ : Diane Arcand) : Eleanor Young
- Gemma Chan (VF : Victoria Grosbois ; VQ : Catherine Proulx-Lemay) : Astrid Leong-Teo
- Lisa Lu : Grand-mère
- Awkwafina (VF : Déborah Krey ; VQ : Catherine Brunet) : Peik Lin Goh
- Harry Shum Jr : Charlie Wu
- Ken Jeong (VF : Thierry Kazazian ; VQ : Nicolas Charbonneaux-Collombet) : Wye Mun Goh
- Sonoya Mizuno (VF : Adeline Chetail ; VQ : Ariane-Li Simard-Côté) : Araminta Lee
- Chris Pang (en) (VF : Julien Allouf ; VQ : Maël Davan-Soulas) : Colin Khoo
- Jimmy O. Yang : Bernard Tai
- Ronny Chieng (VF : Stéphane Miquel ; VQ : Philippe Martin) : Eddie Cheng
- Remy Hii : Alistair Cheng
- Nico Santos (VF : Adrien Solis ; VQ : Frédérik Zacharek) : Olivier T'sien
- Jing Lusi (en) (VF : Marie Zidi ; VQ : Manon Leblanc) : Amanda Ling
- Carmen Soo (en) : Francesca
- Pierre Png (en) (VF : Thibaut Lacour ; VQ : Éric Bruneau) : Michael Teo
- Fiona Xie (en) (VF : Laëtitia Godès) : Kitty Pong
- Victoria Loke : Fiona Cheng
- Janice Koh (en) : Felicity Young
- Amy Cheng : Jacqueline Ling
- Koh Chieng Mun (VF : Brigitte Virtudes) : Neenah Goh
- Calvin Wong : P.T. Goh
- Tan Kheng Hua (en) (VF : Yumi Fujimori ; VQ : Johanne Garneau) : Kerry Chu
- Constance Lau : Celine
- Selena Tan (en) (VF : Véronique Alycia) : Alix Young
- Jasmine Chen : elle-même

## Version française
- Société de doublage : Deluxe Dubbing
- Adaptation des dialogues : Ludovic Manchette et Christian Niemiec
- Direction artistique : Marie-Christine Chevalier

## Production

### Développement et distribution des rôles
Crazy Rich Asians est tiré du best-seller Singapour Millionnaire de Kevin Kwan. Il s'agit du premier volet d'une trilogie composée également de China Rich Girlfriend et Rich People Problems.
Le film a été annoncé en août 2013, après que les droits du livre ont été achetés. Une grande partie du casting a signé au printemps 2017, et le tournage a eu lieu d'avril à juin de cette même année, à Singapour et en Malaisie. La première du film a eu lieu le 7 août 2018 au TCL Chinese Theatre et sa distribution au cinéma a débuté aux États-Unis le 15 août 2018 par Warner Bros.
C'est le premier film de studio hollywoodien entièrement joué par des comédiens asiatiques à être sorti en salles depuis The Joy Luck Club, il y a 25 ans.
En septembre 2017, Constance Wu, qui incarne l'héroïne Rachel Chu a été la première comédienne à laquelle la production ait songé pour ce rôle,.
Henry Golding, qui incarne Nick Young, est repéré alors qu'il animait des émissions de voyage. Celui-ci n'avait jamais tourné dans un film, si bien qu'il a failli ne pas participer à l'aventure, persuadé de ne pas être assez bien pour le rôle, ni assez légitime,.
Michelle Yeoh a rejoint le casting en tant qu'Eleanor Young, la mère de Nick, en mars 2017. Gemma Chan qui incarne Astrid Young cousine de Nick, et Sonoya Mizuno qui incarne Araminta Lee rejoignent également le casting en avril.

### Tournage

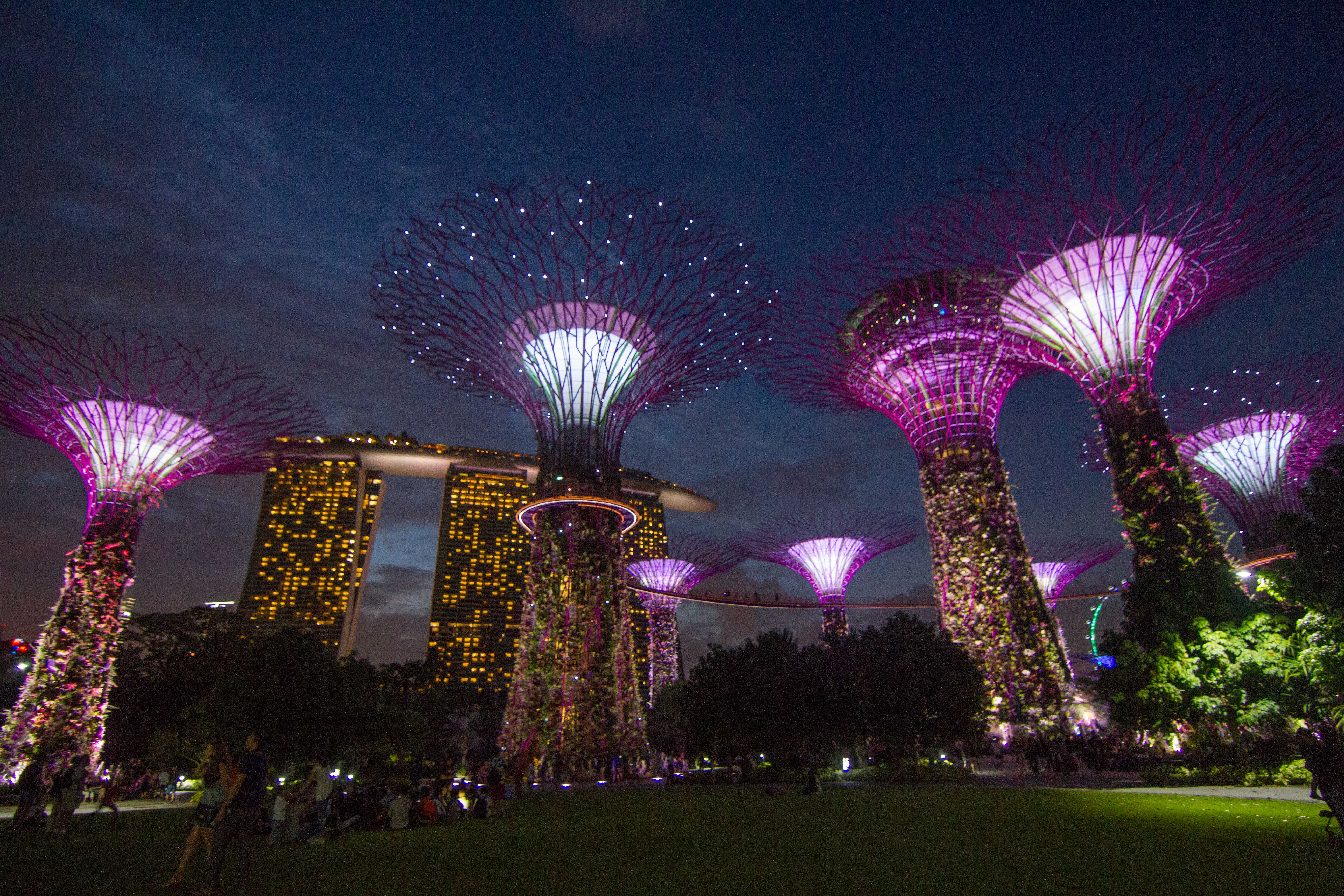
Supertree Grove, Gardens by the Bay, Singapour.

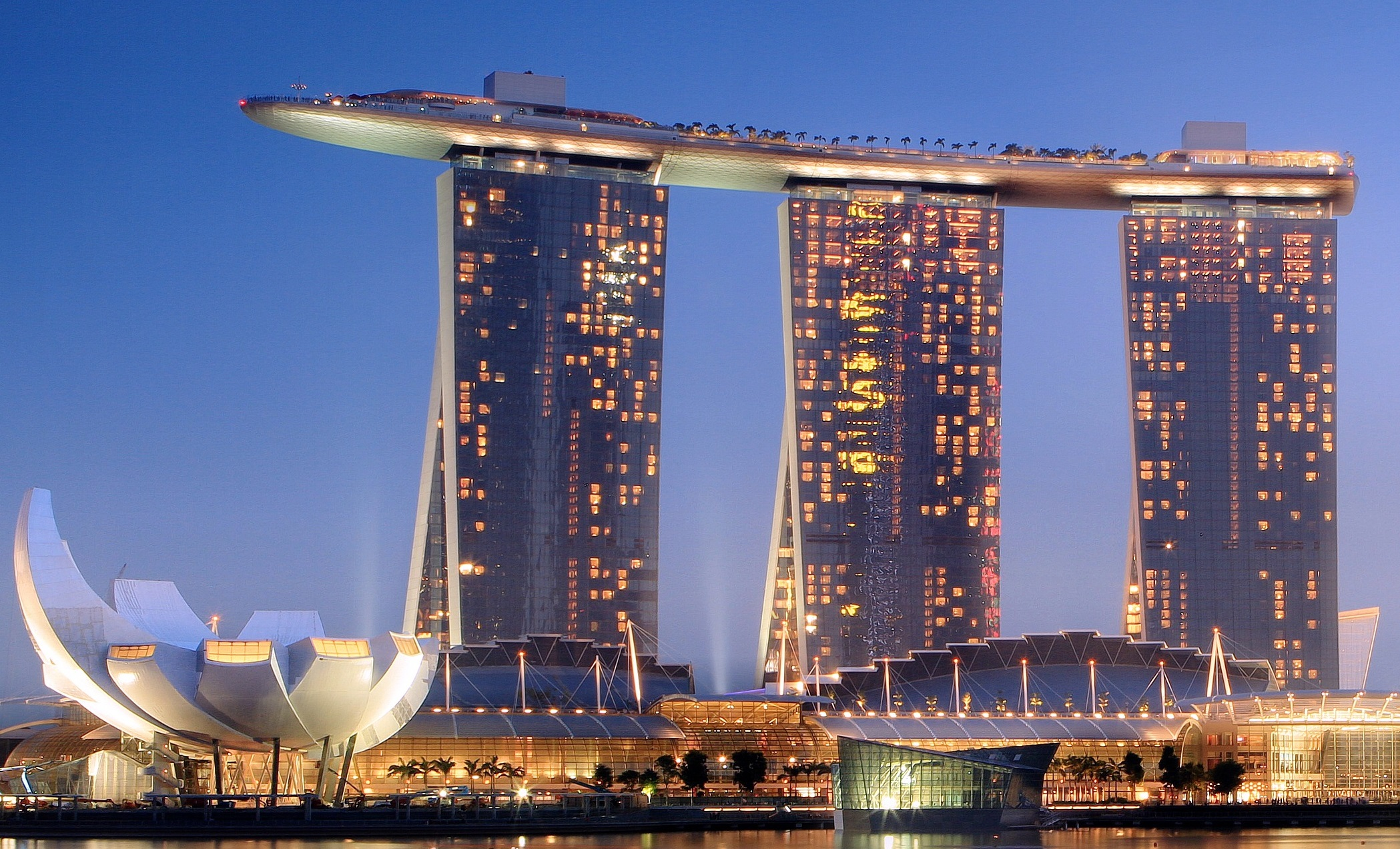
Marina Bay Sands à Singapour.

Le film a été annoncé en août 2013, après que les droits du livre ont été achetés. Une grande partie du casting a signé au printemps 2017, et le tournage a eu lieu d'avril à juin de cette même année, à Singapour et en Malaisie. L'équipe du film a finalement pu avoir accès à de véritables lieux tels que le complexe hôtelier Marina Bay Sands, l'Esplanade Park, le Raffles Hôtel, le Tyersall Park, et l'Aéroport de Singapour-Changi. La maison de la famille Goh est une véritable résidence au large de Cluny Park à Singapour. Le mariage d'Araminta et de Colin a été célébré dans la chapelle de Chijmes un ancien couvent de Singapour construit au XIXe siècle. Après le mariage, la réception a lieu dans le Gardens by the Bay à Singapour. Le film a également été tourné sur l'île de Langkawi, sur celle de Penang, et à Kuala Lumpur en Malaisie,,.

### Bande originale
Albums de Brian Tyler
The Mummy: Original Motion Picture Soundtrack
(2017) Escape Room: Original Motion Picture Soundtrack
(2019)

#### Contexte
Durant la production du film, Jon Chu et le superviseur musical Gabe Hilfer choisissent une centaine de titres musicaux dans le but de les intégrer au film. On y trouve notamment Gold digger de Kanye West, Rich Girl des Hall & Oates, Mo Money Mo Problems de the Notorious B.I.G., Money Honey de Lady Gaga et Money de Barrett Strong,. Dans le but de créer un album multilingue, Chu et Hilfer prennent aussi des chansons chinoises des années 50 et 60 (avec des chanteurs comme Ge Lan et Yao Lee), ainsi que des chansons contemporaines. Ils cherchent sur YouTube des chanteurs capables de chanter en mandarin pour effectuer les reprises des titres cités ci-dessus.
Deux versions de Money (That's What I Want) furent enregistrées : une en anglais et l'autre en chinois, les deux chantées par le malaisien Cheryl K. Le rappeur Awkwafina participe également à la reprise de la chanson,. L'album inclut également une reprise en chinois de I Want You to Be My Baby jouée par Ge, ainsi qu'une version de la chanson, plus jazz, chantée par Jasmine Chen.
My New Swag est une collaboration entre la rappeuse VaVa le rappeur Ty, tous eux s'étant faits connaitre dans l'émission The Rap of China,. Hilfer choisit une reprise de Material Girl de Madonna par la chanteuse taiwano-hongkongaise Sally Yeh, reprise qu'il trouva sur YouTube. Madonna n'ayant pas les droits sur la chanson et s'agissant d'une reprise déjà existante, Hilfer acquis facilement l'autorisation d'exploiter la chanson pour le film. Pour accompagner la scène du mariage, une reprise de Can't Help Falling in Love d'Elvis Presley fut enregistrée par le youtubeur nippo-américain Kina Grannis.
Une reprise de Yellow de Coldplay est jouée dans la scène finale du film. Initialement, Coldplay était plutôt à l'idée d'intégrer la chanson au film. Chu, qui préférait cette chanson aux autres proposées, écrivit une lettre au groupe, leur expliquant la relation qu'il avait avec le mot jaune étant lui-même asiatico-américain. Coldplay accepta. Le chanteur chinois Li Wenqi (participant de la 3e saison de The Voice of China) refuse d'interpréter Yellow. Le choix se porte donc sur Katherine Ho (en) (participante de la 10e saison de The Voice aux Etats-Unis) qui chante donc la chanson. Vote est une chanson originale de Miguel, produite par Mark Ronson et Hudson Mohawke.
Les deux albums, Crazy Rich Asians: Original Motion Picture Score (composé par Brian Tyler) et Crazy Rich Asians: Original Motion Picture Soundtrack, sont parus le 10 août 2018 via le label WaterTower Music.

#### Liste des titres
| Crazy Rich Asians: Original Motion Picture Soundtrack, | Crazy Rich Asians: Original Motion Picture Soundtrack,                     | Crazy Rich Asians: Original Motion Picture Soundtrack,                                                            | Crazy Rich Asians: Original Motion Picture Soundtrack, | Crazy Rich Asians: Original Motion Picture Soundtrack, | Crazy Rich Asians: Original Motion Picture Soundtrack, | Crazy Rich Asians: Original Motion Picture Soundtrack, | Crazy Rich Asians: Original Motion Picture Soundtrack, | Crazy Rich Asians: Original Motion Picture Soundtrack, | Crazy Rich Asians: Original Motion Picture Soundtrack, |
| No                                                     | Titre                                                                      | Auteur | Interprètes                                            | Durée                                                  |                                                        |                                                        |                                                        |                                                        |                                                        |
| ------------------------------------------------------ | -------------------------------------------------------------------------- | --- | ------------------------------------------------------ | ------------------------------------------------------ | ------------------------------------------------------ | ------------------------------------------------------ | ------------------------------------------------------ | ------------------------------------------------------ | ------------------------------------------------------ |
| 1.                                                     | When Will You Return?                                                      | - Hua ShenHong - Zhao Yuan                                                                                        | Jasmine Chen                                           | 2:58                                                   |                                                        |                                                        |                                                        |                                                        |                                                        |
| 2.                                                     | Money (That's What I Want)                                                 | - Janie Bradford - Berry Gordy Jr.                                                                                | Cheryl K                                               | 3:12                                                   |                                                        |                                                        |                                                        |                                                        |                                                        |
| 3.                                                     | Wo Yao Ni De Ai (I Want Your Love – I Want You to Be My Baby) (我要你的爱) | Jon Hendricks | Ge Lan                                                 | 2:43                                                   |                                                        |                                                        |                                                        |                                                        |                                                        |
| 4.                                                     | My New Swag                                                                | - Double G - Kas - VaVa - Ty                                                                                      | VaVa feat. Ty et Nina Wang                             | 4:05                                                   |                                                        |                                                        |                                                        |                                                        |                                                        |
| 5.                                                     | Give Me a Kiss                                                             | - Marshall Brown - Alden Shuman - Earl Shuman                                                                     | Jasmine Chen                                           | 3:01                                                   |                                                        |                                                        |                                                        |                                                        |                                                        |
| 6.                                                     | Ren Sheng Jiu Shi Xi                                                       | - Di Yi Chen - Ming Yao                                                                                           | Yao Lee                                                | 3:04                                                   |                                                        |                                                        |                                                        |                                                        |                                                        |
| 7.                                                     | Ni Dong Bu Dong (Do You Understand) (你懂不懂)                             | - Tsin Chin Lee - Ming Yao                                                                                        | Lilan Chen                                             | 2:32                                                   |                                                        |                                                        |                                                        |                                                        |                                                        |
| 8.                                                     | Wo Yao Fei Shang Qing Tian                                                 | Ming Yao | Ge Lan                                                 | 3:18                                                   |                                                        |                                                        |                                                        |                                                        |                                                        |
| 9.                                                     | Material Girl (200度)                                                      | - Peter Brown - Robert Rans                                                                                       | Sally Yeh                                              | 4:29                                                   |                                                        |                                                        |                                                        |                                                        |                                                        |
| 10.                                                    | Can't Help Falling in Love                                                 | - Luigi Creatore - George David Weiss - Hugo Peretti                                                              | Kina Grannis                                           | 3:21                                                   |                                                        |                                                        |                                                        |                                                        |                                                        |
| 11.                                                    | Wo Yao Ni De Ai (I Want Your Love – I Want You to Be My Baby)              | - Jon Hendricks                                                                                                   | Jasmine Chen                                           | 2:04                                                   |                                                        |                                                        |                                                        |                                                        |                                                        |
| 12.                                                    | Yellow                                                                     | - William Champion - Jonathan Buckland - Chris Martin - Guy Berryman                                              | Katherine Ho                                           | 4:08                                                   |                                                        |                                                        |                                                        |                                                        |                                                        |
| 13.                                                    | Vote                                                                       | - Miguel Pimentel - Mark Ronson - Ricky Witherspoon - Ross Birchard - Jeremy Coleman - Noel Fisher - Jason Pounds | Miguel                                                 | 3:22                                                   |                                                        |                                                        |                                                        |                                                        |                                                        |
| 14.                                                    | Money (That's What I Want)                                                 | - Bradford - Gordy Jr.                                                                                            | Cheryl K feat. Awkwafina                               | 3:12                                                   |                                                        |                                                        |                                                        |                                                        |                                                        |
| 45:20                                                  |                                                                            | |                                                        |                                                        |                                                        |                                                        |                                                        |                                                        |                                                        |

Toutes les chansons sont écrites et composées par Brian Tyler.
| Crazy Rich Asians: Original Motion Picture Score, | Crazy Rich Asians: Original Motion Picture Score,                     | Crazy Rich Asians: Original Motion Picture Score, | Crazy Rich Asians: Original Motion Picture Score, | Crazy Rich Asians: Original Motion Picture Score, | Crazy Rich Asians: Original Motion Picture Score, | Crazy Rich Asians: Original Motion Picture Score, | Crazy Rich Asians: Original Motion Picture Score, | Crazy Rich Asians: Original Motion Picture Score, | Crazy Rich Asians: Original Motion Picture Score, |
| No                                                | Titre                                                                 | Durée                                             |                                                   |                                                   |                                                   |                                                   |                                                   |                                                   |                                                   |
| ------------------------------------------------- | --------------------------------------------------------------------- | ------------------------------------------------- | ------------------------------------------------- | ------------------------------------------------- | ------------------------------------------------- | ------------------------------------------------- | ------------------------------------------------- | ------------------------------------------------- | ------------------------------------------------- |
| 1.                                                | Love Theme from Crazy Rich Asians                                     | 2:52                                              |                                                   |                                                   |                                                   |                                                   |                                                   |                                                   |                                                   |
| 2.                                                | Text Ting Swing                                                       | 3:53                                              |                                                   |                                                   |                                                   |                                                   |                                                   |                                                   |                                                   |
| 3.                                                | Approaching the Palace                                                | 1:44                                              |                                                   |                                                   |                                                   |                                                   |                                                   |                                                   |                                                   |
| 4.                                                | Astrid (contient une interpolation de "Blues for Jean" de Neal Hefti) | 5:17                                              |                                                   |                                                   |                                                   |                                                   |                                                   |                                                   |                                                   |
| 5.                                                | Solitude                                                              | 2:26                                              |                                                   |                                                   |                                                   |                                                   |                                                   |                                                   |                                                   |
| 6.                                                | Astrid and the Earrings                                               | 1:41                                              |                                                   |                                                   |                                                   |                                                   |                                                   |                                                   |                                                   |
| 7.                                                | Arrival in Singapore                                                  | 2:35                                              |                                                   |                                                   |                                                   |                                                   |                                                   |                                                   |                                                   |
| 8.                                                | Rainy Nights in London                                                | 2:46                                              |                                                   |                                                   |                                                   |                                                   |                                                   |                                                   |                                                   |
| 9.                                                | Rachel's Story                                                        | 2:31                                              |                                                   |                                                   |                                                   |                                                   |                                                   |                                                   |                                                   |
| 10.                                               | Shopping Spree                                                        | 1:38                                              |                                                   |                                                   |                                                   |                                                   |                                                   |                                                   |                                                   |
| 11.                                               | First Class                                                           | 1:04                                              |                                                   |                                                   |                                                   |                                                   |                                                   |                                                   |                                                   |
| 12.                                               | Hide the Jimmy Choos                                                  | 2:53                                              |                                                   |                                                   |                                                   |                                                   |                                                   |                                                   |                                                   |
| 13.                                               | Cousin Eddie and Cousin Alistair                                      | 1:19                                              |                                                   |                                                   |                                                   |                                                   |                                                   |                                                   |                                                   |
| 14.                                               | Choices                                                               | 3:34                                              |                                                   |                                                   |                                                   |                                                   |                                                   |                                                   |                                                   |
| 15.                                               | We'll Get Through It Together                                         | 3:08                                              |                                                   |                                                   |                                                   |                                                   |                                                   |                                                   |                                                   |
| 16.                                               | Astrid and Rachel                                                     | 1:31                                              |                                                   |                                                   |                                                   |                                                   |                                                   |                                                   |                                                   |
| 17.                                               | Without Reseration                                                    | 2:40                                              |                                                   |                                                   |                                                   |                                                   |                                                   |                                                   |                                                   |
| 18.                                               | Family First                                                          | 1:57                                              |                                                   |                                                   |                                                   |                                                   |                                                   |                                                   |                                                   |
| 19.                                               | Lost in the Jungle                                                    | 0:49                                              |                                                   |                                                   |                                                   |                                                   |                                                   |                                                   |                                                   |
| 20.                                               | Lunch on the Goh                                                      | 3:17                                              |                                                   |                                                   |                                                   |                                                   |                                                   |                                                   |                                                   |
| 21.                                               | Parallel Decisions                                                    | 4:36                                              |                                                   |                                                   |                                                   |                                                   |                                                   |                                                   |                                                   |
| 22.                                               | Running Away                                                          | 2:19                                              |                                                   |                                                   |                                                   |                                                   |                                                   |                                                   |                                                   |
| 23.                                               | Because of Me                                                         | 3:09                                              |                                                   |                                                   |                                                   |                                                   |                                                   |                                                   |                                                   |
| 24.                                               | Jubilee Bop                                                           | 3:59                                              |                                                   |                                                   |                                                   |                                                   |                                                   |                                                   |                                                   |
| 1:03:39                                           |                                                                       |                                                   |                                                   |                                                   |                                                   |                                                   |                                                   |                                                   |                                                   |

## Accueil

### Critique
Le film a reçu des critiques positives louant la performance des acteurs, le scénario, la production et la conception des costumes. C'est le premier film produit par un grand studio d'Hollywood mettant en scène une majorité d'acteurs américains d'origines asiatiques dans un cadre moderne depuis Le Club de la chance en 1993. En octobre 2018, la diffusion mondiale du film avait rapporté plus de 230 millions de dollars, représentant le plus gros revenu pour une comédie romantique en une décennie.
Sur le site français AlloCiné, Crazy Rich Asians obtient une note moyenne de 2,4/5 pour 16 titres de presse. En ce qui concerne le public, la note moyenne est de 3,4/5.
Le site agrégateur de revues américain Rotten Tomatoes assigne la note de 91 sur 100 au film avec une note moyenne de 7.65/10 sur une bases de 351 votes. L'autre site de référence mondiale dans l'agrégation de revues, Metacritic, lui donne la note de 74 sur 100.

### Box-office
La première du film a eu lieu le 7 août 2018 au TCL Chinese Theatre et sa distribution au cinéma a débuté aux États-Unis le 15 août 2018 par Warner Bros. Pictures.
Avec un budget de 30 millions de dollars, le film devient rentable dès sa première semaine d'exploitation et rencontre un grand succès mondial.
Aux États-Unis et au Canada, la comédie romantique a engrangé 25 millions de dollars en trois jours. Avec un troisième week-en consécutif en tête du box-office US et près de 111 millions de dollars de recettes, Crazy Rich Asians est un succès aux États-Unis.
Crazy Rich Asians devient finalement la sixième comédie romantique la plus importante en termes de box office avec 174 millions de dollars de recettes aux États-Unis et 64 millions de dollars dans le reste du monde dont 711 790 dollars en France. Le film a engrangé 238 millions de dollars de recettes dans le monde entier,.
| Pays ou région | Box-office    | Date d'arrêt du box-office | Nombre de semaines |
| -------------- | ------------- | -------------------------- | ------------------ |
| États-Unis     | 174 532 921 $ |                            |                    |
| France         | 711 790 $     |                            |                    |
| Chine          | 1 650 573 $   |                            |                    |
| Mondial        | 238 532 921 $ |                            |                    |

## Distinctions
Sauf indication contraire, les informations mentionnées dans cette section peuvent être confirmées par la base de données cinématographiques IMDb,  présente dans la section « Liens externes ».
| Année | Prix                                                               | Catégorie                                              | Nomination                      | Résultat   |
| ----- | ------------------------------------------------------------------ | ------------------------------------------------------ | ------------------------------- | ---------- |
| 2019  | 76e cérémonie des Golden Globes                                    | Meilleure actrice dans un film musical ou une comédie  | Constance Wu                    | Nomination |
| 2019  | 76e cérémonie des Golden Globes                                    | Meilleur film musical ou comédie                       | Crazy Rich Asians               | Nomination |
| 2019  | 25e cérémonie des Screen Actors Guild Awards                       | Meilleure distribution                                 | Crazy Rich Asians               | Nomination |
| 2019  | 14e cérémonie des EDA Awards                                       | Meilleure distribution                                 | Terri Taylor                    | Nomination |
| 2019  | 69e cérémonie des American Cinema Editors Awards                   | Meilleur montage d'un film comique ou musical          | Myron Kerstein                  | Nomination |
| 2019  | 23e cérémonie des Art Directors Guild Awards                       | Film contemporain                                      | Nelson Coates                   | Lauréat    |
| 2019  | 24e cérémonie des Critics' Choice Movie Awards                     | Meilleure comédie                                      | Crazy Rich Asians               | Lauréat    |
| 2019  | 24e cérémonie des Critics' Choice Movie Awards                     | Meilleure actrice dans une comédie                     | Constance Wu                    | Nomination |
| 2019  | 24e cérémonie des Critics' Choice Movie Awards                     | Meilleure direction artistique                         | Nelson Coates et Andrew Baseman | Nomination |
| 2019  | 24e cérémonie des Critics' Choice Movie Awards                     | Meilleure distribution                                 | Crazy Rich Asians               | Nomination |
| 2019  | 10e cérémonie des Denver Film Critics Society Awards               | Meilleure comédie                                      | Crazy Rich Asians               | Nomination |
| 2019  | 23e cérémonie des Art Directors Guild Awards                       | Film contemporain                                      | Mary E. Vogt                    | Lauréat    |
| 2019  | Dorian Awards (GALECA)                                             | Meilleure actrice dans un second rôle                  | Michelle Yeoh                   | Nomination |
| 2019  | Georgia Film Critics Association                                   | Meilleure distribution                                 | Crazy Rich Asians               | Nomination |
| 2019  | Gold Derby Awards                                                  | Meilleure distribution                                 | Crazy Rich Asians               | Nomination |
| 2019  | Gold Derby Awards                                                  | Meilleur costumes                                      | Mary E. Vogt                    | Nomination |
| 2019  | Hollywood Makeup Artist and Hair Stylist Guild Awards              | Meilleur style de coiffure contemporain - Long métrage | Heike Merker et Sophia Knight   | Lauréat    |
| 2019  | Hollywood Makeup Artist and Hair Stylist Guild Awards              | Meilleur maquillage contemporain - Long métrage        | Heike Merker et Sophia Knight   | Nomination |
| 2018  | 16e cérémonie des African-American Film Critics Association Awards | Oscar pour une contribution spéciale                   | Crazy Rich Asians               | Lauréat    |
| 2018  | 14e cérémonie des Austin Film Critics Association Awards           | Meilleure distribution                                 | Crazy Rich Asians               | Nomination |
| 2018  | 12e cérémonie des Detroit Film Critics Society Awards              | Meilleure distribution                                 | Crazy Rich Asians               | Nomination |
| 2018  | Awards Circuit Community Awards                                    | Meilleur design de costumes                            | Mary E. Vogt                    | Nomination |
| 2018  | Dublin Film Critics' Circle                                        | Meilleure actrice                                      | Constance Wu                    | Nomination |
| 2018  | 23e cérémonie des Florida Film Critics Circle Awards               | Meilleure distribution                                 | Crazy Rich Asians               | Nomination |
| 2018  | Golden Schmoes Awards                                              | Meilleur comédie de l'année                            | Crazy Rich Asians               | Nomination |
| 2018  | Festival du film de Hollywood 2018                                 | Distribution de l'année                                | Crazy Rich Asians               | Lauréat    |
| 2018  | International Film Festival & Awards Macao                         | Prix du blockbuster asiatique                          | Jon Chu                         | Lauréat    |

## Suite
Fort de ce succès, les producteurs de Warner Bros. ont commandé une suite à Jon Chu, intitulée China Rich Girlfriend.